# Profession Magliari
Pour plus de détails, voir Fiche technique et Distribution.
Profession Magliari (en italien : « I magliari ») est un film italien réalisé par Francesco Rosi, sorti en 1959.

## Synopsis
Mario Balducci est un jeune immigré italien originaire de Grosseto qui se retrouve à Hanovre, alors en Allemagne de l'Ouest, sans domicile ni travail. Découragé par le fait qu'il en est réduit à presque mendier depuis son arrivée en Allemagne, il rencontre par hasard, une nuit, Ferdinando Magliulo, dit Totonno, un magliaro romain au service d'un homme d'affaires napolitain, Don Raffaele Tramontano. Se rendants compte de la profonde indigence de l'immigré italien, Totonno le prend sous son aile, décidant de le former et de l'initier au métier de magliaro ; son jeune élève, cependant, ne tarde pas à comprendre la nature essentiellement malhonnête du travail, mais, par nécessité, il accepte tout de même de s'y plier. Le lendemain matin, Mario découvre que Totonno s'est absenté de la ville et que, comme d'habitude, il sera absent pendant sept jours.
En fait, Totonno fait souvent la navette entre Hanovre et Hambourg, car il est secrètement en train de mettre en place un partenariat commercial avec le riche couple Mayer (qui souhaite entrer sur le marché lucratif des magliari), voulant se libérer de sa soumission à Don Raffaele et créer sa propre entreprise. Totonno parvient donc à convaincre son groupe d'amis et de collègues napolitains de le suivre en tant que nouveau chef, en leur promettant une rémunération encore plus lucrative, abandonnant ainsi Don Raffaele qui médite sa vengeance. Totonno et son groupe d'amis, auxquels s'est joint Mario, se rendent ensuite à Hambourg où, dès leur arrivée, ils ont la mauvaise surprise de voir les pneus d'une de leurs voitures crevés. Convaincus qu'il s'agit d'un coup monté par un gamin, les magliari laissent faire et, découvrant que Paula Mayer est tombée amoureuse de Mario. Ils le convainquent alors de sortir avec elle pour gagner plus d'argent. Cependant, Mario tombe réellement amoureux de Paula, malgré le fait qu'elle soit une femme riche avec un passé de prostituée derrière elle.
Les jours suivants, les magliari continuent de voir les pneus de leurs voitures crevés et l'une d'entre elles, alors qu'elle roule au milieu de la circulation, est attaquée par un homme à moto qui, armé d'un pistolet, lui tire dessus, ce qui la fait dévier de sa trajectoire. Afin d'éviter d'autres problèmes, le groupe décide d'organiser une réunion avec leur chef afin de convenir d'un plan d'affaires pour le partage équitable du marché, mais malgré le fait que le groupe fasse le tour de toutes les boîtes de nuit fréquentées par les immigrés dans la ville, les Polonais semblent inapprochables.
Ainsi, le lendemain matin, alors que les magliari se préparent à aller travailler, ils sont encerclés par les Polonais : la violente bagarre qui s'ensuit n'est interrompue que grâce à l'intervention de la police. Les magliari convoquent alors Totonno pour lui exprimer tout leur mécontentement, lui faisant également comprendre que s'il n'était pas en mesure de régler définitivement le contentieux avec les Polonais, ils seraient tout à fait disposés à retourner auprès de l'ancien chef qui, malgré tout, ne les a jamais fait travailler dans des conditions aussi dangereuses.
Totonno, qui n'est pas du tout disposé à renoncer à l'aisance qu'il a acquise et qui, de toute façon, n'arrive pas à s'affirmer en tant que chef, essaie de convaincre Mario de faire chanter Paula pour qu'elle lui donne une grosse somme d'argent afin d'acheter les Polonais et de mettre ainsi un terme au litige. Mais le jeune homme n'est pas d'accord et prévient la femme des manœuvres de l'homme, qui prévient immédiatement son mari. Le lendemain, M. Mayer se présente à la bande en compagnie de Don Raffaele, annonçant qu'il s'est associé avec ce dernier, qui déclare également avoir pardonné aux magliari leur défection et vouloir régler personnellement la querelle avec les Polonais ; après quoi, devant tout le monde, Don Raffaele réprimande Totonno, l'humiliant presque, et le met à la porte en lui ordonnant, sous peine de mort, de quitter immédiatement la ville. Mario, quant à lui, bien que bénéficiant de la protection de Paula, refuse de continuer et décide de rentrer en Italie pour trouver un travail honnête.

## Fiche technique
- Titre : Profession Magliari
- Titre original : I magliari
- Réalisation : Francesco Rosi
- Scénario : Francesco Rosi, Suso Cecchi D'Amico, Giuseppe Patroni Griffi
- Décors : Dietel Bartels
- Costumes : Graziella Urbinati (it)
- Photographie : Gianni Di Venanzo
- Montage : Mario Serandrei
- Musique : Piero Piccioni
- Production : Franco Cristaldi
- Société de production : Vides ; Titanus
- Société de distribution : Titanus
- Pays de production :  Italie
- Langue : Italien
- Format : Noir et blanc - 35 mm - 1,37:1 - Mono
- Genre : drame
- Durée : 107 minutes
- Dates de sortie :
  - Italie : 23 septembre 1959
  - France : 14 octobre 1979

## Distribution
- Renato Salvatori : Mario Balducci
- Alberto Sordi : Totonno
- Belinda Lee : Paula Mayer
- Nino Vingelli : Vincenzo
- Aldo Giuffré : Armando
- Aldo Bufi Landi : Rodolfo Valentino
- Nino Di Napoli : Ciro
- Linda Vandal : Frida
- Josef Dahmen : Herre Mayer
- Else Knott
- Salvatore Cafiero
- Carmine Ippolito : Don Raffaele Tramontana
- Pasquale Cennamo : Don Gennaro